# Site castral de Montbazon
Vous lisez un « article de qualité » labellisé en 2020.
Le site castral de Montbazon est un ensemble d'aménagements fortifiés situés sur la commune française de Montbazon dans le département d'Indre-et-Loire et la région Centre-Val de Loire.
Surplombant le val de l'Indre et contrôlant les voies de passage terrestres et fluviale, l'aménagement du site commence à la fin du Xe ou au début du XIe siècle avec la construction d'une tour maîtresse (donjon) généralement attribuée à Foulques Nerra. Cet aménagement se fait à l'extrémité d'un promontoire rocheux surplombant la vallée. La construction de la tour intervient dans le cadre de la lutte d'influence que se livrent les maisons de Blois et d'Anjou dans cette partie de la Touraine. Cette tour est surélevée peu de temps après et lui sont progressivement adjoints, jusqu'au XVe siècle, un avant-corps, puis une chemise et enfin deux enceintes protégeant l'ensemble du site. Un château Renaissance est construit au XVe siècle et des personnages célèbres (Louis VII, Louis XI, Catherine de Médicis et Henri de Navarre) y séjournent plus ou moins longtemps ; il est toutefois détruit un peu plus de trois siècles plus tard alors que, inoccupé, il est largement délabré. La chapelle seigneuriale et une partie de l'enceinte subissent le même sort.
Depuis la Révolution française mais surtout à partir du XXe siècle, des remaniements ou des restaurations sont effectués par les propriétaires successifs, au premier rang desquels William Perry Dudley de 1922 à la fin des années 1950 et les époux Atterton dans les années 2000. Au XXIe siècle c'est la tour maîtresse, encore haute de 28 m, qui demeure l'élément le plus significatif de ce site ouvert au public ; des éboulements de coteau fragilisent toutefois la bordure du promontoire et représentent un danger pour les maisons bâties en contrebas.
Le donjon est inscrit au titre des monuments historiques par arrêté du 28 octobre 1926, mesure de protection étendue par arrêté du 24 mai 2012 à l'ensemble du site castral qui est ouvert au public depuis 2003. Un arrêté de classement du 11 mai 2024 se substitue à l'arrêté d'inscription de 1926.

## Localisation

Enceinte castrale et son environnement.

Le site castral est établi au sommet d'un éperon barré, sur la commune de Montbazon, dans le département français d'Indre-et-Loire. La place est protégée sur deux côtés par les vallées de l'Indre et de la Gironde, son petit affluent temporaire qui constitue également la douve de l'enceinte de la ville.
Cet emplacement permet le contrôle du franchissement de l'Indre par l'importante voie tours-Poitiers au pied du promontoire mais aussi de la navigation sur la rivière. Ce n'est que plus tard qu'un bourg s'est établi au pied du promontoire sur la rive gauche de la rivière, bientôt complété par un faubourg sur la rive droite, enserré entre deux bras de l'Indre. Aux Xe et XIe siècles, Montbazon se trouve en outre dans une zone géographique convoitée à la fois par les comtes d'Anjou et ceux de Blois, où la construction d'une ceinture de forteresses doit permettre aux premiers de s'assurer le contrôle de toute la Touraine. À ce titre, Montbazon, à une dizaine de kilomètres de Tours sur la route qui mène vers le sud de la France est idéalement placé.

## Historique

### Études et recherches

Plan schématique de la forteresse.

Au XVIe siècle, un aveu attribue la construction du donjon à Jules César ; à cette époque, les grandes constructions anciennes sont généralement considérées comme l'œuvre d'une civilisation puissante et prestigieuse, celle des Romains, personnifiée par son représentant le plus célèbre. L'une des premières études permettant de retracer l'histoire et l'archéologie de la tour maîtresse est publiée par Louis Bousrez en 1895 dans le bulletin de la Société archéologique de Touraine.
L'historien médiéviste Marcel Deyres se livre en 1969, dans les Cahiers de civilisation médiévale, à une description précise des structures du donjon ; cette étude lui permet de proposer une chronologie de construction de la forteresse. L'hypothèse d'un premier donjon en bois construit sur une motte, formulée par l'auteur, est remise en cause dix ans plus tard par Bernard Bachrach.
En 2002, l'historien des fortifications Nicolas Faucherre fait paraître dans le Bulletin des amis du pays lochois un long article où il émet de nouvelles hypothèses sur la chronologie de construction de l'ensemble castral (donjon et bâtiments attenants) ; il précise toutefois que ses conclusions sont surtout des pistes de recherches qui n'intègrent pas des travaux universitaires en cours.
La mise à jour des connaissances sur les donjons de Loches (études dendrochronologiques) et de Langeais, comparables à celui de Montbazon, et l'analyse architecturale du bâti du site castral montbazonnais effectuée par Marie-Denise Dalayeun à partir de 2002 dans le cadre d'un travail universitaire permettent de proposer une nouvelle chronologie pour la construction de l'ensemble et une nouvelle approche de la fonctionnalité des différents édifices, se substituant aux conclusions des études précédentes. La même archéologue poursuit ses fouilles et ses investigations jusqu'en 2015.
Si la chronologie relative du site (ordre des phases successives de construction ou de remaniement) semble acquise, la chronologie absolue (datation précise de ces phases) reste à définir, notamment pour la période médiévale mal documentée par des sources écrites. Les propositions qui sont faites restent sujettes à discussion. Ces incertitudes sont aussi liées aux nombreuses campagnes de réfection et de restauration qui ont affecté notamment la tour maîtresse en faisant disparaître une partie de ses structures anciennes et à l'impossibilité d'accéder à ses niveaux supérieurs pour les examiner en détail. En outre, l'absence de vestiges de pièces de bois interdit, à Montbazon, toute approche dendrochronologique.

### XeetXIesiècles: naissance de l'ensemble castral
- Fin du Xe ou début du XIe siècle
- Élévation au début du XIe siècle

Chronologie simplifiée du bâti de l'ensemble castral.
Fin du Xe siècle ou début du XIe siècle
Seconde moitié du XIe siècle
XIIIe siècle
- XIXe et XXe siècles

Vers la fin du Xe ou le début du XIe siècle, de nombreux ouvrages défensifs sont construits dans le Val de Loire dans le cadre des guerres d'influence opposant les comtes d'Anjou à ceux de Blois. Ils sont généralement constitués d'une motte surmontée d'un donjon, le plus souvent en bois. Il est possible qu'un tel dispositif ait existé à Montbazon, localisé au niveau de la tour maîtresse médiévale, la pierre remplaçant ensuite le bois lors de la reconstruction de la forteresse. D'après une charte de Robert II le Pieux rédigée entre 996 et 1006, son commanditaire pourrait être Foulques Nerra qui a construit un castellum sur des terres appartenant à l'abbaye Saint-Paul de Cormery sans autorisation préalable.
Un second scénario est toutefois envisageable et semble prendre corps à la faveur des travaux les plus récents. Une tour maîtresse en pierre est la première construction de l'ensemble castral de Montbazon. Elle mesure 20 × 15 m et comporte, dans cet état initial, deux niveaux. Elle est très vraisemblablement attribuable à Foulques Nerra avant que la place forte ne soit conquise par la maison de Blois. Elle est rapidement contrebutée, côte sud, par un apport important de terres réalisant un « emmottement » — la tour n'est pas construite au sommet d'une motte mais c'est la motte qui, ultérieurement, vient protéger la base de la tour. Dans un second temps, entre les années 1020 et les années 1110, et peut-être plus précisément à l'initiative de Geoffroy Martel, fils de Foulques Nerra qui a repris la forteresse aux comtes de Blois, ce donjon est partiellement détruit à une hauteur variable selon ses faces puis rehaussé de deux étages par rapport à son niveau initial en même temps que sa base est réparée et qu'un avant-corps lui est adjoint sur sa face occidentale.

### XIIeetXIIIesiècles: amélioration du système défensif et construction d'une chapelle

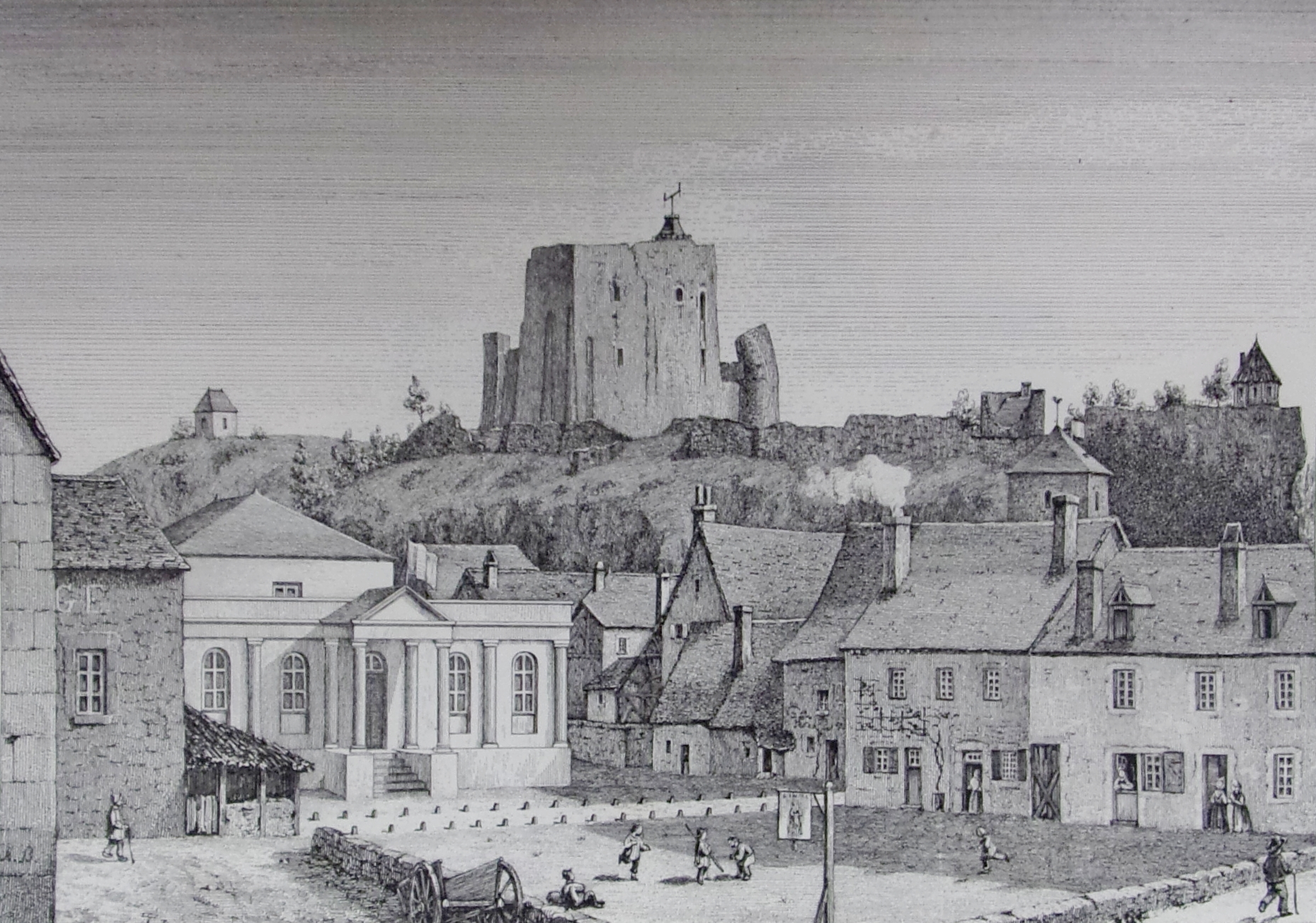
Vestiges défensifs médiévaux vers 1840 (à droite sur la lithographie).

Sans doute sous le règne d'Henri II Plantagenêt, entre 1160 et 1180, un fossé est creusé au sud du site et une chemise, manifestement édifiée avec la roche calcaire extraite du fossé, est construite entre ce dernier et la tour maîtresse dont l'étage inférieur est progressivement comblé ; dans cette configuration, l'existence d'un chemin de ronde au sommet de la chemise est envisageable. Une chapelle est construite au XIIe siècle au nord du donjon mais elle se superpose partiellement à un bâtiment plus ancien, peut-être du début du XIe siècle et qui pouvait avoir la même fonction. La forteresse est ensuite prise par le roi de France Philippe Auguste, au tout début du XIIIe siècle ; à la même époque, la chemise est reconstruite et elle s'appuie à l'angle sud-ouest sur une tour de trois étages, dite « tour de Philippe Auguste » ou « tour philippienne ». C'est également au XIIIe siècle qu'une enceinte est construite au sud de la chemise, procurant une défense supplémentaire dans cette zone particulièrement exposée. Un diagnostic archéologique réalisé en 2015 montre l'existence, au nord de la tour maîtresse, d'une enceinte qui protège l'ensemble du promontoire et datable du XIIIe siècle ; s'y rattache sans doute, à la pointe nord du site, une tour effondrée en 2001. Le XIIIe siècle semble donc être une période où l'ensemble du site fait l'objet d'aménagements défensifs d'ampleur.

### XVeauXVIIIesiècle: château-neuf éphémère et donjon fragile

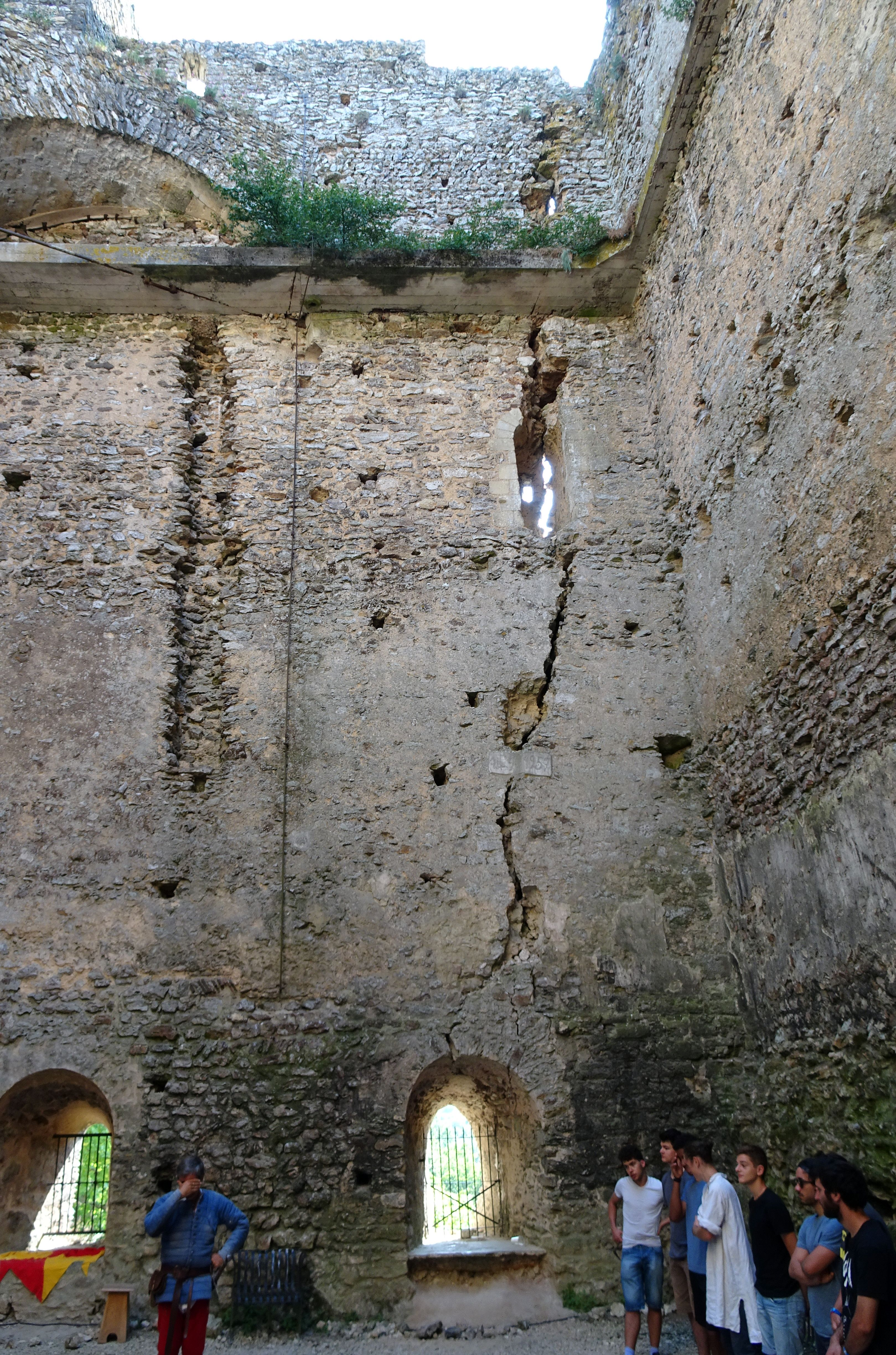
Mur lézardé du donjon.

Vers 1425, un château est construit en face du vieux donjon par Guy de La Rochefoucauld. Il barre le bayle de l'est à l'ouest sur une cinquantaine de mètres de long et une vingtaine de large et le divise en deux basses-cours. Aucune description d'époque et aucune représentation ne permettent de préciser son architecture. Les seuls témoignages, peu précis, recueillis oralement par Amans-Alexis Monteil au début du XIXe siècle font état d'un « grand bâtiment à étage avec de larges baies à meneaux ». Il accueille des hôtes prestigieux : Antoinette de Maignelais y épouse André de Villequier le 3 novembre 1450 en présence de Charles VII et le roi revient y passer l'hiver 1458-1459 ; en 1472 puis en 1480, c'est Louis XI qui séjourne à Montbazon ; en 1560, Catherine de Médicis et François II accompagné de son épouse Marie Stuart sont les hôtes de Louis VI de Rohan-Guéméné, seigneur de Montbazon ; son fils Louis VII de Rohan-Montbazon accueille au château-neuf le futur Henri IV en avril 1589.
Si le site castral est une résidence pour les seigneurs et leurs invités de marque, c'est aussi, à l'occasion, une prison. C'est en effet à Montbazon, au donjon ou dans le château-neuf, que le cardinal Jean de la Balue, coupable de trahison envers le roi, est détenu pendant plusieurs mois entre son arrestation le 23 mai 1469 à Amboise et son transfert à Onzain en janvier ou février 1470.
C'est probablement aussi au XVe siècle, en même temps ou peu après le château-neuf, qu'est construite l'enceinte qui protège les basses-cours au nord du château fort. Elle se raccorde, à l'est, à l’enceinte urbaine et à la porte des Moulins, édifiées vers la même époque. Elle est pourvue d'au moins deux tours de défense, l'une au nord et l'autre à l'ouest, cette dernière correspondant à la moderne tour Lilian. Du sud à l'est, elle ménage une rampe qui constitue l'accès à la forteresse après franchissement d'un pont-levis. Ce n'est qu'à l'époque moderne qu'un cheminement pour les piétons est aménagé par l'ouest,. La datation de cette enceinte est toutefois remise en cause par le diagnostic archéologique réalisé en 2015 : elle pourrait être plus ancienne, construite peu après celle du XIIIe siècle récemment découverte.
Dès le début du XVIIe siècle, Hercule de Rohan-Montbazon, troisième fils de Louis VI, préfère habiter le château de Couzières à Veigné plutôt que le château-neuf. Ses descendants font de même ou résident au château de Sainte-Maure-de-Touraine. Par manque d'argent, le château-neuf n'est pas entretenu et tombe en ruine. Il est démoli en 1746 et ses décombres servent de remblai pour consolider la route d'Espagne (future RN 10) ; la chapelle Saint-Georges, attenante au nord, et une grande partie de l'enceinte subissent le même sort. Le donjon lui-même échappe à une destruction trop compliquée à mettre en œuvre en raison de sa taille imposante.
En décembre 1790, les murs du château menacent de s'effondrer sur le presbytère et d'autres maisons situées en contrebas, rue des Moulins ; par sécurité, la municipalité est autorisée à les abattre le 6 octobre 1791. L'étage supérieur de la tour maîtresse ainsi qu'une grande partie de l'avant-corps attenant s'effondrent en août 1791. Deux ans plus tard, ce sont tous les crénelages des murailles encore debout qui sont rasés par les habitants de Montbazon comme « symboles du despotisme ». En juin 1796, les biens des émigrés, dont la famille de Rohan, sont confisqués et vendus aux enchères ; le donjon est acheté par un vitrier de la commune pour la somme de 1 000 francs. L'année suivante, le mur oriental de la tour maîtresse est lézardé sur toute sa hauteur par la foudre.

### XIXeauXXIesiècle: abandon et restauration

#### Du télégraphe Chappe à la statue de la Vierge
| - Télégraphe Chappe. - Statue de la Vierge noire. |

Au début du XIXe siècle la tour maîtresse est reléguée au simple rôle d'entrepôt. Son sommet, à l'angle sud-ouest, accueille en 1823 l'installation d'un télégraphe Chappe sur la ligne Paris-Bayonne ; une cabane abritant le télégraphiste est également construite au sommet de la tour. Le télégraphe électrique le remplace en 1853.
En 1860, le site est acheté par Joseph Delaville Le Roulx et restauré ; le donjon est consolidé de manière à pouvoir installer à l'angle nord-est de son sommet une statue de la Vierge à l'Enfant haute de 9,5 mètres financée par l'impératrice Eugénie de Montijo à l'instigation de l'abbé Chauvin, curé de Montbazon. Malgré la fragilité de l'édifice dénoncée par beaucoup, une voûte en maçonnerie est construite à la hauteur de son quatrième niveau, pour supporter le socle de la statue. L'objectif est d'attirer à Montbazon, qui se trouve sur l'un des chemins de Compostelle, davantage de pèlerins. La statue est finalement réalisée par un zingueur tourangeau ; creuse, elle est constituée de plaques de cuivre rivées et partiellement remplie de pierres et de béton qui la lestent. Elle est mise en place en 1866, année de la mort de Joseph Delaville Le Roulx. Avec le temps, le métal de la statue s’est beaucoup assombri, lui conférant un aspect de Vierge noire.

#### Grands travaux de «l'ère Dudley»
| - Tour Lilian. - Fissuromètre posé en 1957. |

L'architecte et paysagiste américain William Perry Dudley achète le site castral le 17 mars 1922 à Yvonne Dezarrois, petite-nièce de Joseph Delaville Le Roulx, pour la somme de 9 000 francs ; il y réside jusqu'en 1939 en compagnie de son amie Lilian Whitteker, artiste peintre américaine qui, elle, l'habite jusqu'en 1970. Il se lance dans un vaste chantier de travaux qui lui coûte plus de 127 000 francs et dure plus de trente ans. Peu après son arrivée, il fait reconstruire une tour du XVe siècle dans la partie occidentale de l'enceinte, la « tour Lilian », qu'il prolonge vers l'est d'un logis, dont certaines baies sont garnies de vitraux provenant de l'atelier des vitraillistes tourangeaux Lux-Fournier ou issus de la récupération de verrières plus anciennes ; il réaménage les accès au site, rajoute des crénelages aux tours, déblaie l'entrée des souterrains. Il remodèle entièrement le parc qu'il décore de statues commandées à des sculpteurs locaux ou qu'il a lui-même réalisées ; il y plante quelques rangs de vigne — cette culture est déjà mentionnée au début du XIXe siècle. Il aménage le « jardin gothique » au sud de la tour maîtresse. Enfin, derniers travaux effectués sous sa direction en 1957, il fait consolider le donjon, qui menace de s'écrouler sous le poids de la statue, grâce à la construction d'une ceinture intérieure en béton ; dans le même temps, un fissuromètre est posé sur la lézarde du mur oriental. C'est pour surveiller ces travaux que Dudley effectue son premier et dernier voyage à Montbazon depuis la Seconde Guerre mondiale.
À l'initiative de William Dudley, le donjon fait l’objet d’une inscription au titre des monuments historiques par arrêté du 28 octobre 1926 ; c'est également Dudley qui, en 1937, ouvre le donjon à ses premiers visiteurs, encore peu nombreux,.

#### Ouverture au public auXXIesiècle

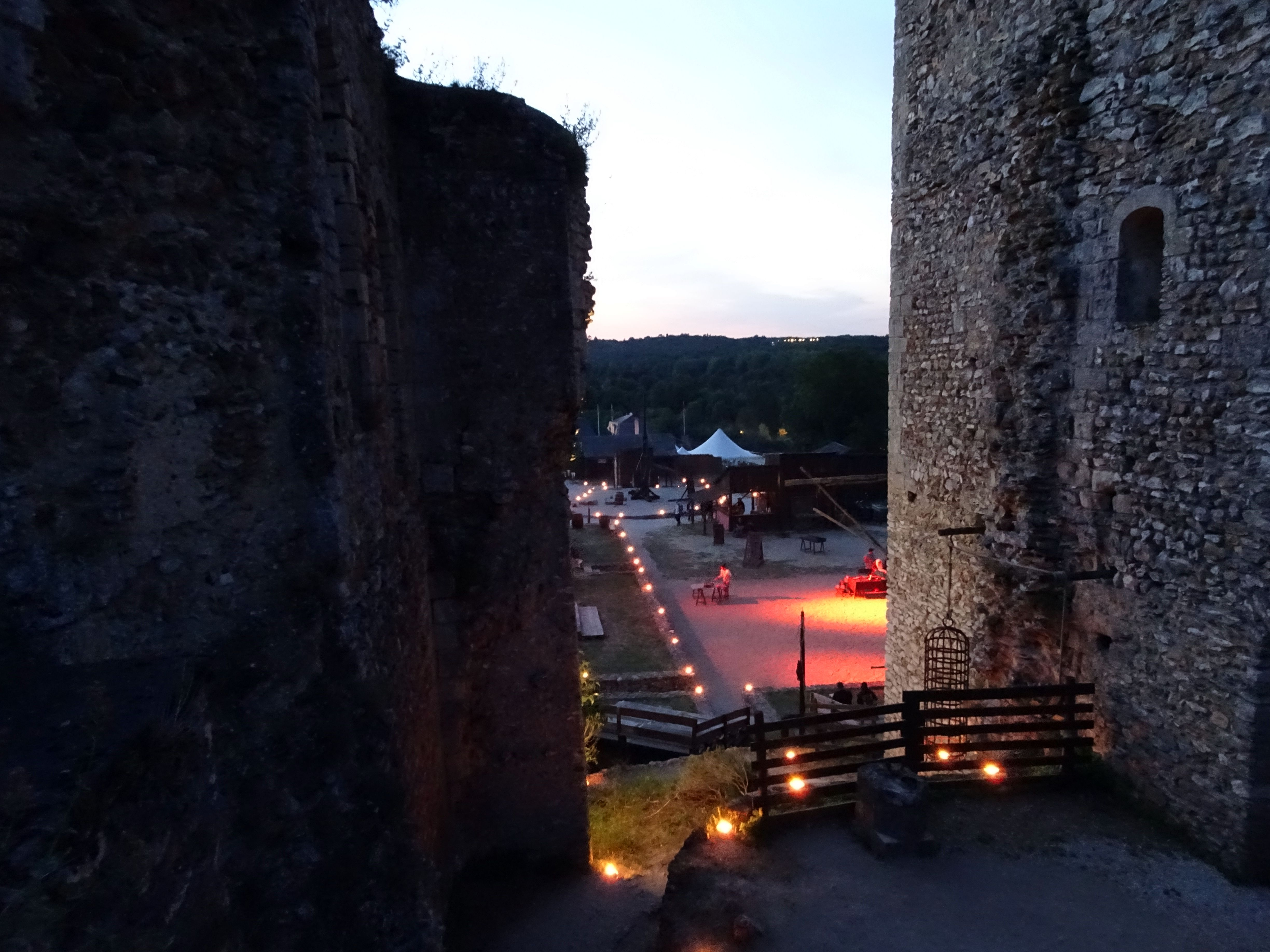
Animation nocturne.

Cinq ans après la mort de Dudley survenue en avril 1965, à l'issue d'une succession compliquée et alors qu'il avait légué la forteresse à la ville de Montbazon, ce sont finalement sa seconde épouse et leur fille qui héritent de l'ensemble,, mais elles cherchent rapidement à le vendre. Au début des années 1980, le site, inhabité et sans surveillance, est pillé : des statues sont volées dans le parc, les vitraux du logis emportés.
En 1999, Harry et Jacqueline Atterton, un couple anglo-français, s'en rendent propriétaires et conçoivent un ambitieux programme de restauration et de mise en valeur en vue de son ouverture au public, ce qui est chose faite en 2003. En 2009, un groupe immobilier rachète la forteresse et poursuit les travaux engagés par les époux Atterton. Depuis 2010, sa promotion et son animation sont confiées à l'association des Chevaliers du Faucon noir, au travers de visites guidées du site et d'ateliers (forge, herboristerie, présentation d'armes anciennes, démonstration de machines de guerre…). En 2012, l'inscription du donjon comme monument historique est étendue à l'ensemble du site castral par arrêté du 24 mai 2012.
Proposition de chronologie architecturale du site castral de Montbazon.
■■ Propriétaires du site castral - ■ Épisode de construction ou d'aménagement - ■ Épisode de destruction

## Description
Le château a été bâti sur l'éperon, qui s'avance du sud au nord surplombant d'une trentaine de mètres la traverse de la rivière. À l'aplomb d'un grand fossé artificiel creusé à l'époque médiévale, le séparant du plateau fut construit l'ensemble castral proprement dit et où fut dressé un gros donjon en pierre du début du XIe siècle sur l'emplacement d'une motte plus ancienne qui défendait la position du côté de l'attaque. Derrière, le promontoire s'étire sur 160 m de long et 60 m de large, entouré à l'abrupt des ravins par une enceinte reconstruite au XVe siècle, enserrant deux basses-cours.
L'espace ainsi délimités, d'environ 1,2 hectare et dont l'altitude varie de 81,50 m au sud, au niveau de la tour maîtresse, à 73,50 m au nord, à l'extrémité du promontoire,, pouvait abriter toute une garnison ou les divers éléments d'une cour seigneurial ou encore une population menacée.

### Le château médiéval

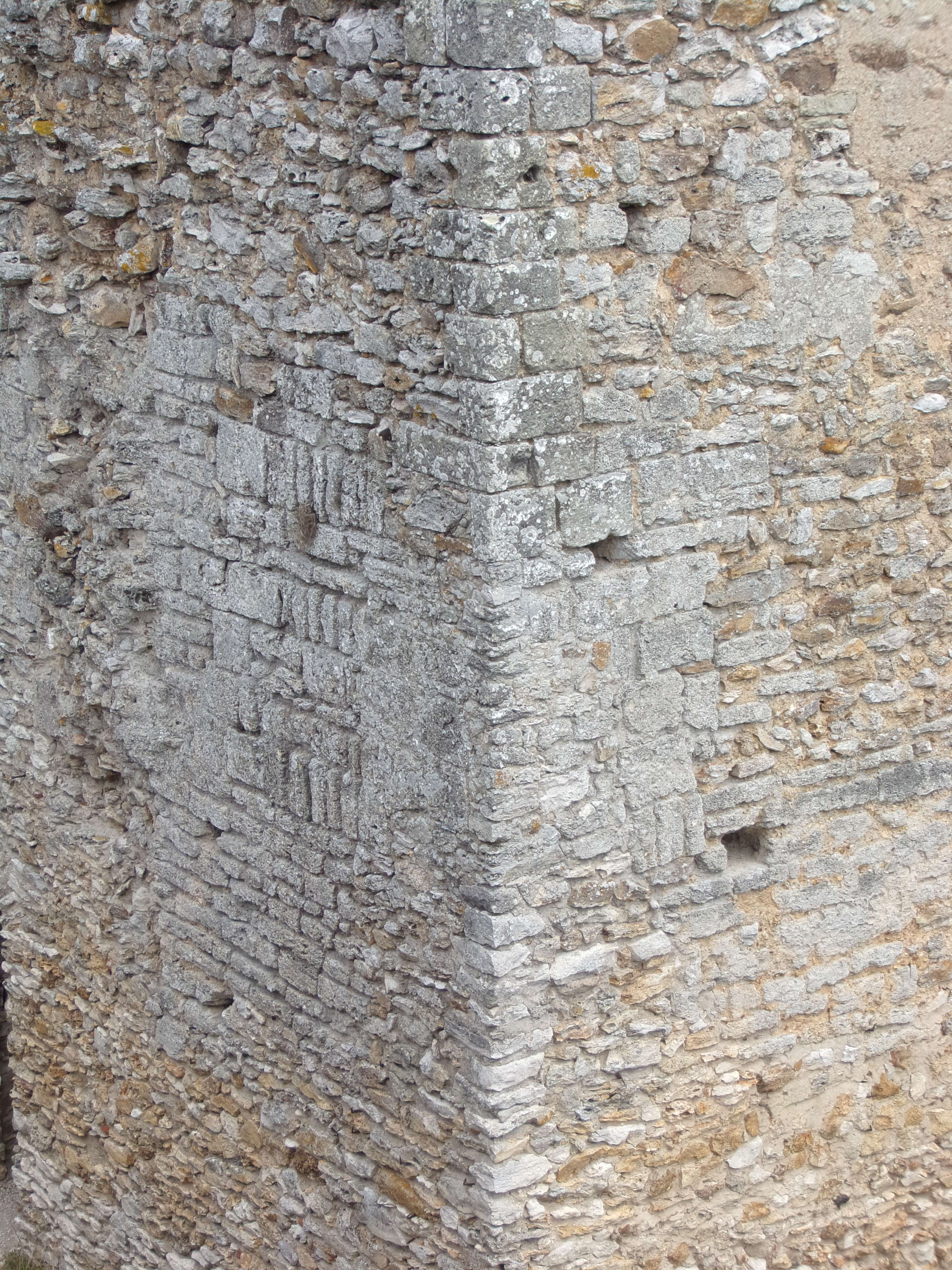
Blocs de travertin dans le parement de la tour maîtresse.

L'édification de l'ensemble castral (tour maîtresse, avant-corps et chemise) met en œuvre des matériaux très variés dont l'origine, pour certains, peut être identifiée ; cette construction se caractérise également par une volonté manifeste d'économiser ces matériaux, puisque des pierres notamment sont remployées — certains blocs sont même intégrés à trois édifices successifs, le premier d'entre eux n'étant pas identifié — lors des phases successives d'agrandissement ou de réparation des structures.
Des calcaires lacustres, des silex, des meulières sont abondants dans la région et d'un accès facile à la surface du sol, dans des galeries souterraines ou de petites carrières à ciel ouvert ; solides, ils se prêtent par contre assez mal à la taille ; ce sont les roches préférentiellement utilisées dans la confection de l'élévation des bâtiments en moellons à peine équarris. La craie blanche de Blois ne se retrouve que dans le mur de la chemise, dans son premier état ; elle provient certainement de la douve sèche, fossé défensif creusé presque à son pied mais non rempli d'eau. Le travertin, d'un emploi très limité dans le premier état de la tour maîtresse, ne semble pas d'origine locale ; sa présence sur d'autres édifices proches de la vallée de l'Indre laisse supposer qu'il a été convoyé sur la rivière depuis un point d'extraction non connu ; il en outre attesté que les blocs utilisés dans la construction de la forteresse sont des éléments provenant d'un autre édifice non identifié. Le tuffeau jaune, plus grossier mais un peu moins friable que le tuffeau blanc, est extrait de très nombreuses carrières en Touraine ; il est utilisé, taillé en moyen appareil, dans l'élévation des murs.
Le bois des forêts alentour pour les charpentes ou les planchers et le sable prélevé au bord de l'Indre, au pied du promontoire, pour la confection des mortiers, sont deux matériaux d'un accès très facile.

#### La tour maîtresse ou donjonstricto sensu

##### Dispositions générales

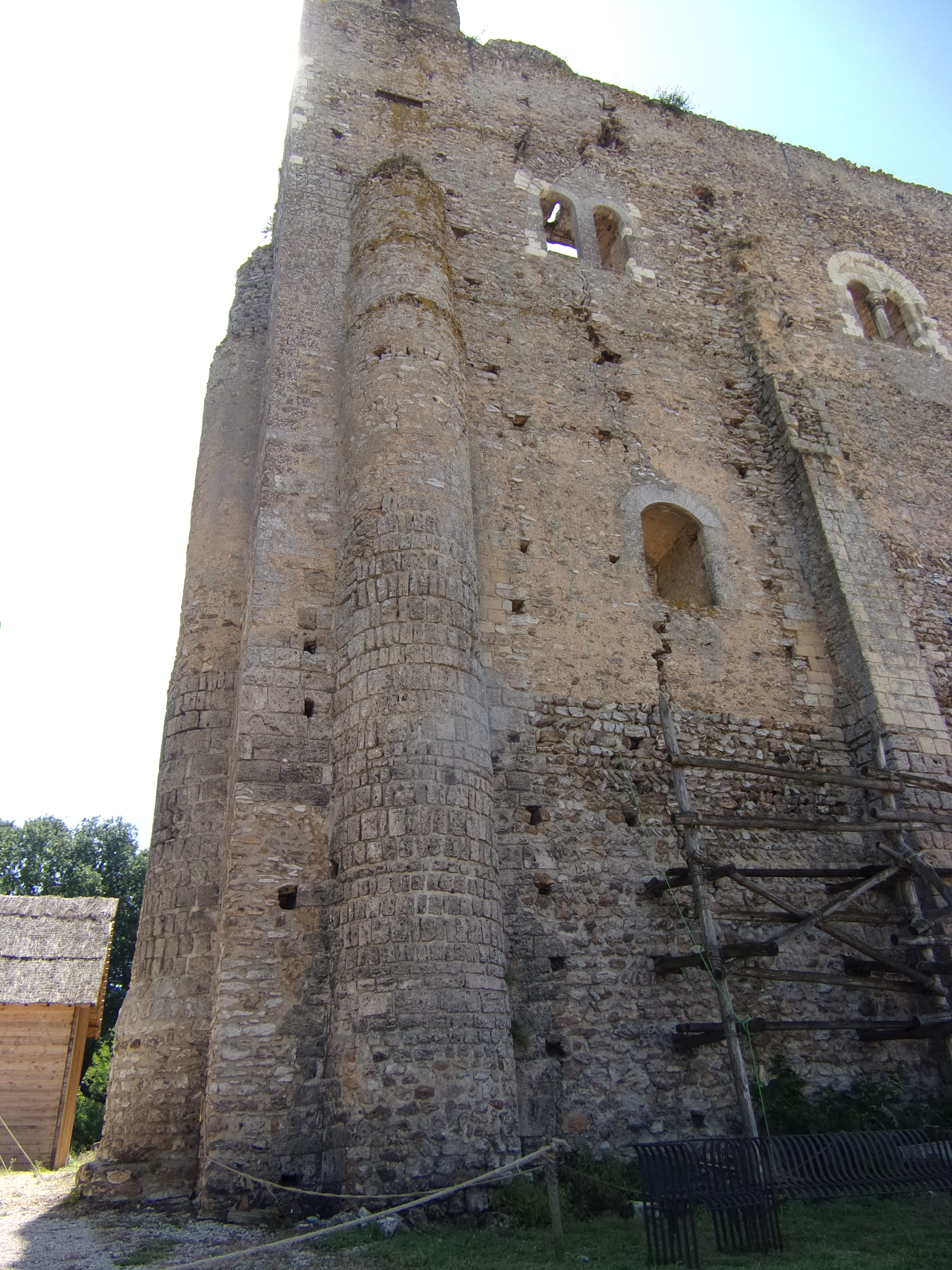
Contreforts de la face nord.

Le donjon est conservé sur une hauteur d'environ 26 à 28 m et comporte trois niveaux bien identifiés, alors qu'il devait s'élever au moins à 36 m avec un étage supplémentaire. Les deux niveaux de sa partie inférieure, la plus ancienne, sont appareillés en moellons de silex et de calcaire lacustre avec mise en œuvre par endroits de l'appareil en arête-de-poisson tandis que les angles des murs ainsi que les contreforts, présents sur les faces septentrionale et orientale — il en existait aussi à l'ouest mais ils sont détruits lors de la construction de l'avant-corps, et peut-être au sud, disparus lors d'une réfection du parement —, sont composés de blocs de travertin remployés sans être retaillés au préalable. Le troisième et le quatrième niveaux, plus récents, font appel aux mêmes matériaux pour la maçonnerie bien que l'appareil soit plus irrégulier, mais les chaînages d'angle et la reprise des contreforts sont réalisés en blocs de tuffeau. Cette structuration est largement perturbée par des reprises et des réfections ultérieures. Toutes les faces sont percées, extérieurement comme intérieurement, par des trous de boulins à des niveaux variables et à des espacements irréguliers.

Restitution des étages dans le donjon.

Les contreforts sont de plan semi-circulaire sur la face orientale, de plan semi-circulaire ou rectangulaire sur la face nord, mais quelle que soit leur forme ils sont contemporains de la muraille qu'ils soutiennent ; aucun d'entre eux n'a été ajouté a posteriori.
Les dimensions intérieures de la tour maîtresse sont de 15 × 9 m. Les différents étages du donjon sont séparés par des planchers qui prennent appui sur des ressauts du côté nord et sur des solives encastrées sur la face opposée ; ces planchers étaient peut-être percés d'une trappe faisant communiquer les étages par des échelles ou des escaliers en bois, car aucun vestige d'escalier en pierre n'est mis en évidence. La porte ouverte de plain-pied dans le mur ouest et qui permet d'accéder au niveau du rez-de chaussée remblayé semble moderne ; elle pourrait avoir été percée dans les années 1820 pour permettre, par l'intérieur du donjon, l'accès à son sommet qui supporte alors un télégraphe,.
La configuration du site fait que les assauts contre la forteresse sont surtout à redouter depuis le sud, les autres côtés étant pourvus de défenses naturelles (Indre, à-pic du promontoire). C'est pourquoi le mur méridional de la tour maîtresse est plus massif, ne comporte intérieurement aucun ressaut qui en diminuerait l'épaisseur, qu'il n'est percé d'aucune baie et que sa base est renforcée par un talus artificiel. En contrepartie, il ne paraît pas pourvu de contreforts.

##### Rez-de-chaussée

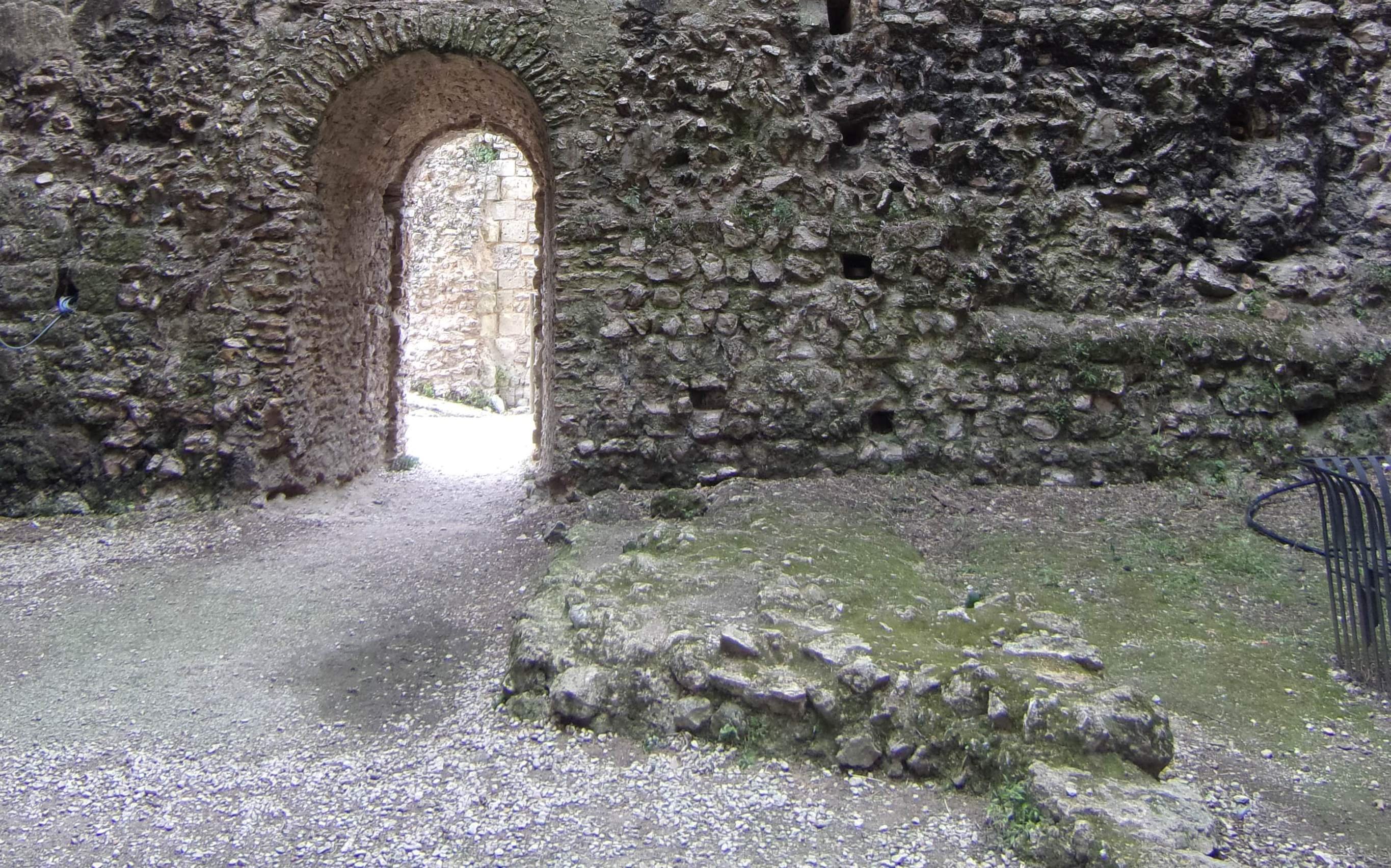
Vestiges du mur de refend du rez-de-chaussée.

Le rez-de-chaussée, originellement aveugle — les ouvertures dans sa face orientale semblent attribuables à la fin du Moyen Âge —, comporte une cloison sur poteaux de bois qui divise le niveau en deux pièces dans le sens de sa longueur. Vers le XIIe siècle, la cloison semble remplacée par un mur de refend dans lequel elle est noyée. À partir de la même époque et jusqu'au XVe siècle, ce niveau est progressivement comblé, d'abord avec les déchets de construction de la chemise méridionale puis avec des remblais divers dont des déchets domestiques. La fonction de ce niveau, dans un premier temps peut-être destiné au stockage, devient dès lors moins facile à cerner.
Au XXIe siècle, l'épaisseur des remblais accumulés à l'intérieur du rez-de-chaussée est supérieure à 6 m, ne laissant apparaître que la partie supérieure du mur de refend. Le sol de ce rez-de-chaussée n'est pas atteint par les sondages et ne peut être étudié.

##### Premier étage
| - Façade nord. - Façade ouest. |

Cet étage se présente comme un niveau de circulation, probablement relié aux autres étages de la tour maîtresse par des échelles ou des escaliers en bois qui n'ont pas laissé de traces. Son plancher d'origine se situe à un mètre environ au-dessus du niveau du sol intérieur actuel. Il a peut-être également des fonctions domestiques (stockage).
Pour des raisons de sécurité, il n'est pas possible d'entrer dans le donjon par son rez-de-chaussée, disposition également observée dans d'autres situations, comme à Loches. La façade nord est percée, à environ 6 m du sol moderne extérieur et un peu plus d'un mètre du sol moderne intérieur, d'une porte qui constituait l'accès au donjon par une échelle ou un escalier de bois extérieurs avant la construction de l'avant-corps. À partir de ce moment, l'accès se fera toujours à ce niveau mais par l'ouest, grâce à une porte communiquant avec l'avant-corps — la porte percée sous la précédente date du XIXe siècle.
La cloison de bois mise en évidence au rez de chaussée partage également cet étage qui prend jour à l'est par deux baies ultérieurement murées.

##### Deuxième étage
| - Baies de la face nord. - Latrines. |

Le deuxième étage, qui constitue sans doute au Moyen Âge l'étage de résidence et de réception du seigneur, est pourvu d'aménagements de confort : des latrines sont ménagées dans l'épaisseur du mur de la face orientale, leur encadrement est, comme tous les aménagements comparables de la tour maîtresse à la même époque, constitué de tuffeau et leur évacuation se fait par l'extérieur, le long du mur. Au même niveau, deux baies sont ouvertes, sans doute au XIIe siècle ; elles éclairent la salle dans la face nord. Elles sont refaites sous forme de deux baies géminées au XVe siècle et restaurées au XXe siècle à l'initiative de William Dudley. Dans le mur ouest, une baie appareillée est interprétée comme une porte donnant sur le toit de l'avant-corps. Par contre, l'existence de cheminées n'a pu être mise en évidence, le chauffage étant peut-être assuré par un foyer au centre de la salle, ou, plus probablement, par des braseros déplacés de pièce en pièce selon les besoins. Une longue saignée verticale dans le mur oriental de la tour, au nord des latrines, ne peut être, en l'état des connaissances, assimilée à un conduit de cheminée, même si sa fonction n'est pas connue.

##### Troisième étage
| - Statue de la Vierge noire. - Ceinture de béton et voûte de soutien de la statue. |

L'état de conservation du niveau supérieur du donjon, très endommagé et remanié à plusieurs reprises — la tour a perdu au moins les huit derniers mètres de son élévation —, notamment lors des ajouts faits à son sommet (télégraphe, statue et sa voûte de soutien, ceinture de béton armé), ne permet pas de tirer des conclusions sur son architecture et sa fonction. Seuls les trous dans lesquels s'encastraient les solives supportant son plancher sont discernables au-dessus de la ceinture de chaînage en béton. La présence d'une rangée d'arcades au sommet est invérifiable, et rien n’indique que les trois baies identifiées à ce niveau soient d'origine. De même, la présence d'un crénelage et d'une toiture à quatre pans, à l'image de qui ce s'est fait à Loches, est plausible mais non avérée,.
Il a pu, mais ce ne sont que des hypothèses formulées par analogie avec d'autres édifices construits au début du deuxième millénaire, être l'étage privatif du seigneur et de sa famille ou être dévolu aux gardes, deux fonctions indispensables dans un logis seigneurial fortifié et qui n'ont pu être identifiées ailleurs dans la tour maîtresse.

#### Avant-corps
Cet ouvrage ne mesure intérieurement que 7 × 4 m. Il s'élève à l'origine à hauteur du premier étage de la tour maîtresse et comporte deux niveaux séparés par un plancher. À l'image de le tour maîtresse, son unique accès se fait par une porte percée dans sa face ouest au niveau de son étage qui correspond aussi au premier étage de la tour maîtresse avec lequel il est en relation de plain-pied,. Le rez-de-chaussée de l'avant corps est sans doute accessible grâce à un escalier intérieur en bois ou en pierre. Son rez-de-chaussée est peut-être affecté au stockage et son angle sud-ouest a pu accueillir un puits à l'époque médiévale, comme c'est le cas pour la période contemporaine. L'aménagement d'une chapelle à son niveau supérieur, comme à Loches, est parfois évoqué mais ne repose sur aucun vestige archéologique — la chapelle peut très bien être un bâtiment distinct dans l'enceinte du site — et aucune autre fonction ne peut lui être attribuée avec certitude. Une autre porte, percée au deuxième étage de la tour maîtresse, semble la faire communiquer avec le toit de l'avant-corps.
Il ne subsiste de cet ouvrage que son mur occidental, renforcé par trois contreforts plaqués et percé de deux baies en plein cintre, ainsi qu'une petite partie du mur septentrional en retour. Des traces d'arrachement sur la paroi ouest du donjon, correspondant à l'ancrage de ses murs disparus, permettent de restituer son emprise. Au niveau des vestiges de son mur nord, à plusieurs mètres de hauteur, subsiste le pied-droit appareillé d'une baie, peut-être une porte. Ses maçonneries présentent elles aussi des blocs de travertin, peut-être prélevées lors de sa reconstruction partielle sur des structures de la tour maîtresse, dans laquelle ces pierres étaient déjà réutilisées.

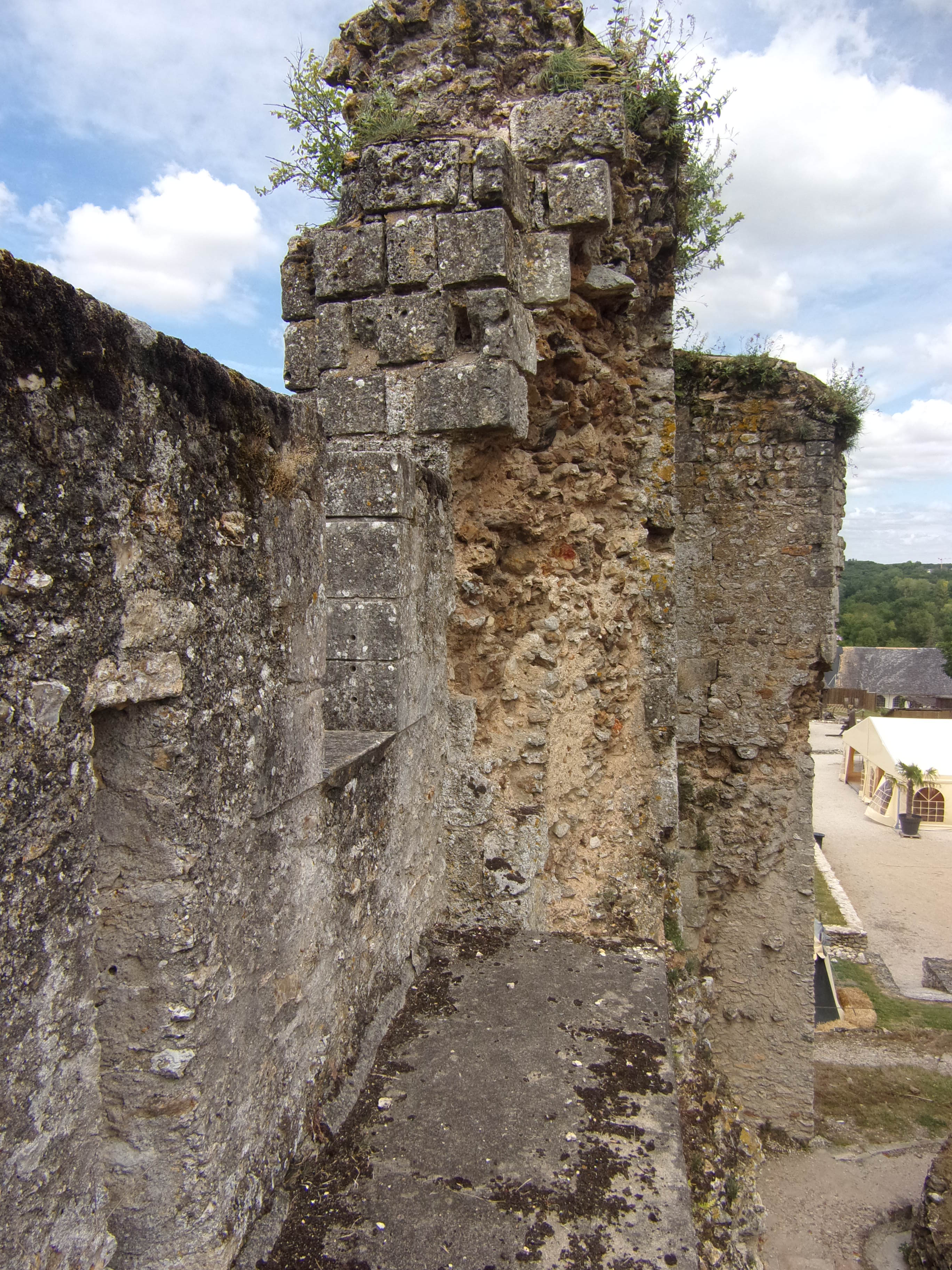
Vue du sud.
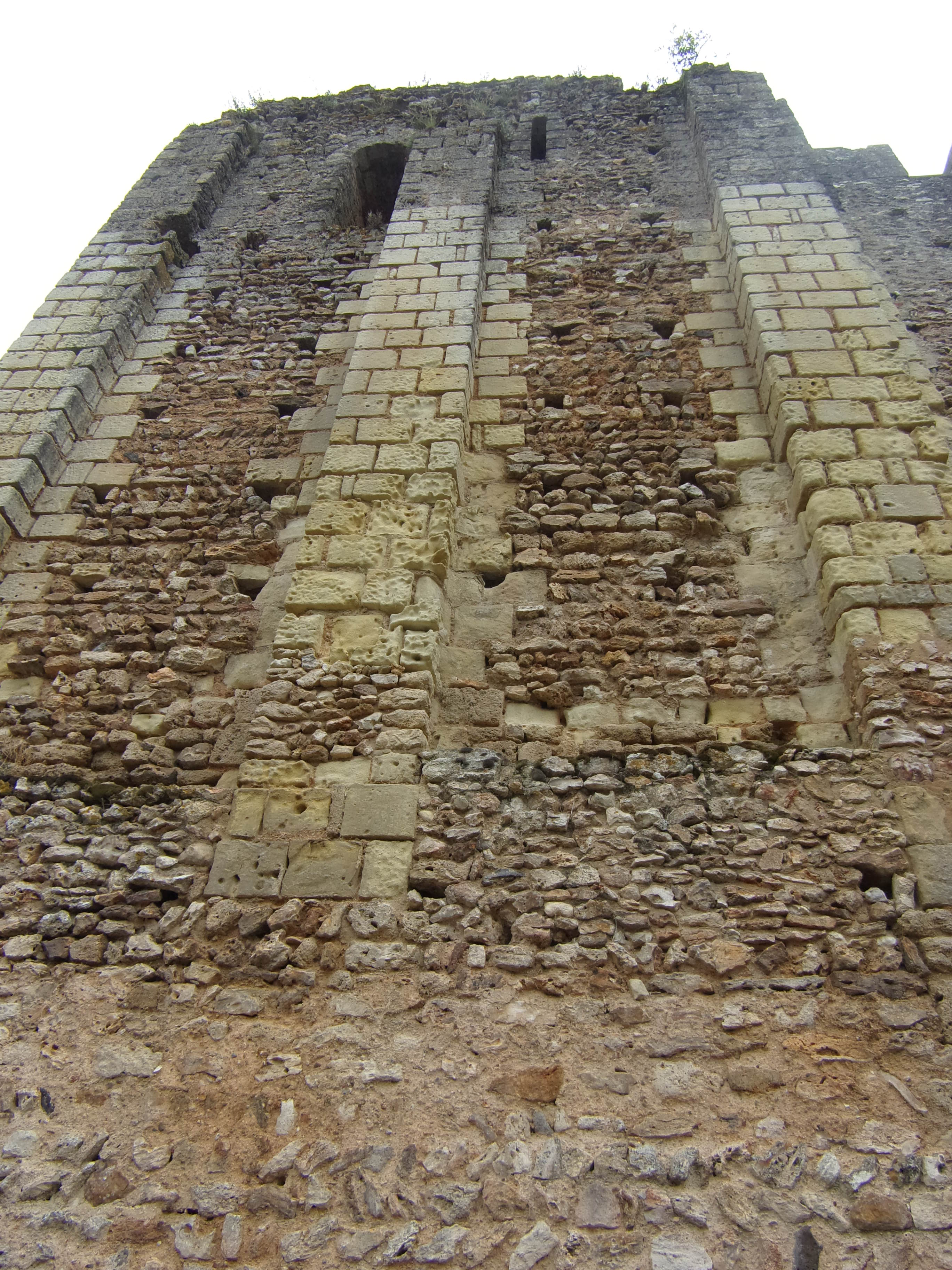
Contreforts de l'avant-corps.
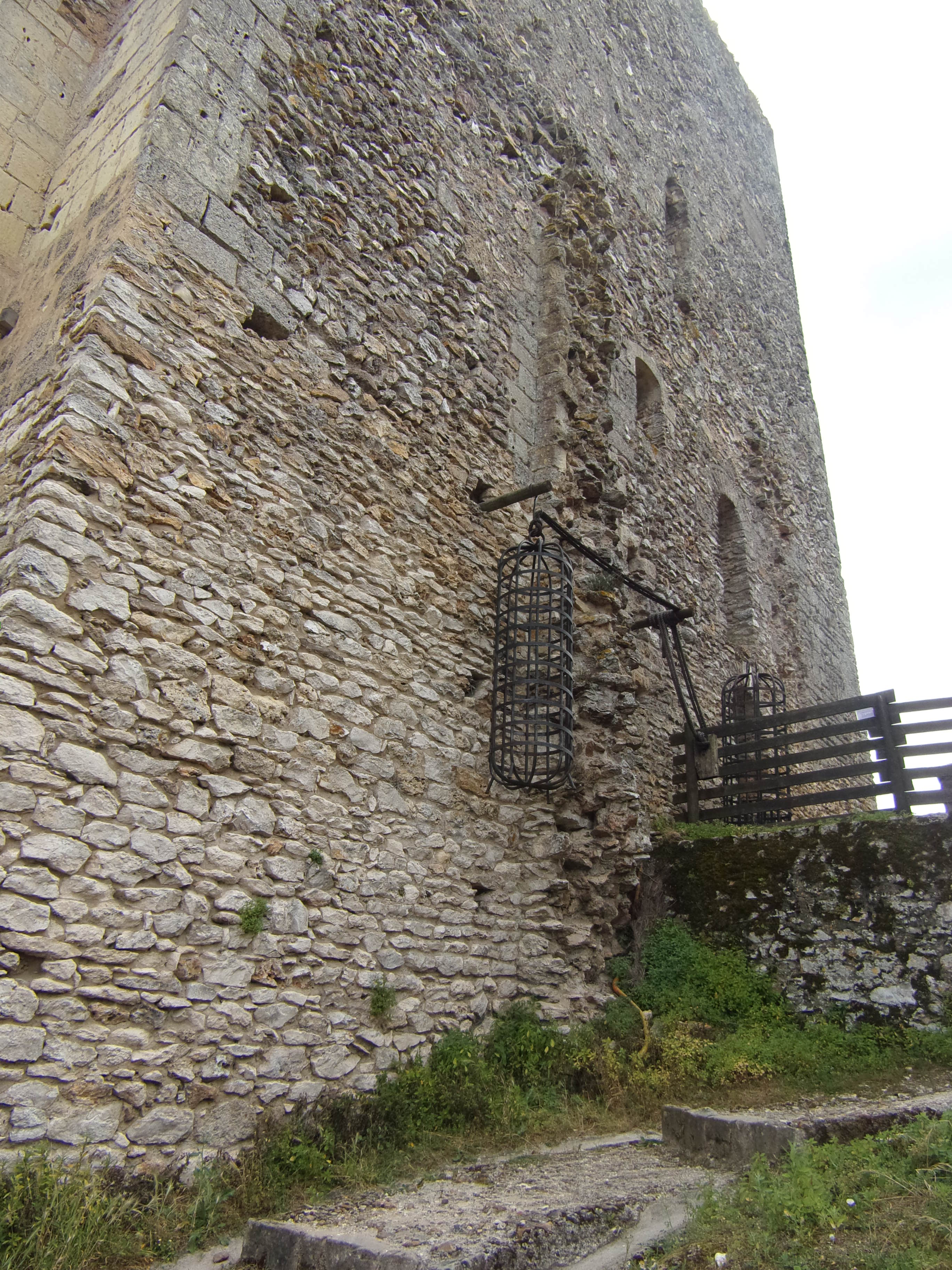
Arrachements sur la tour maîtresse.
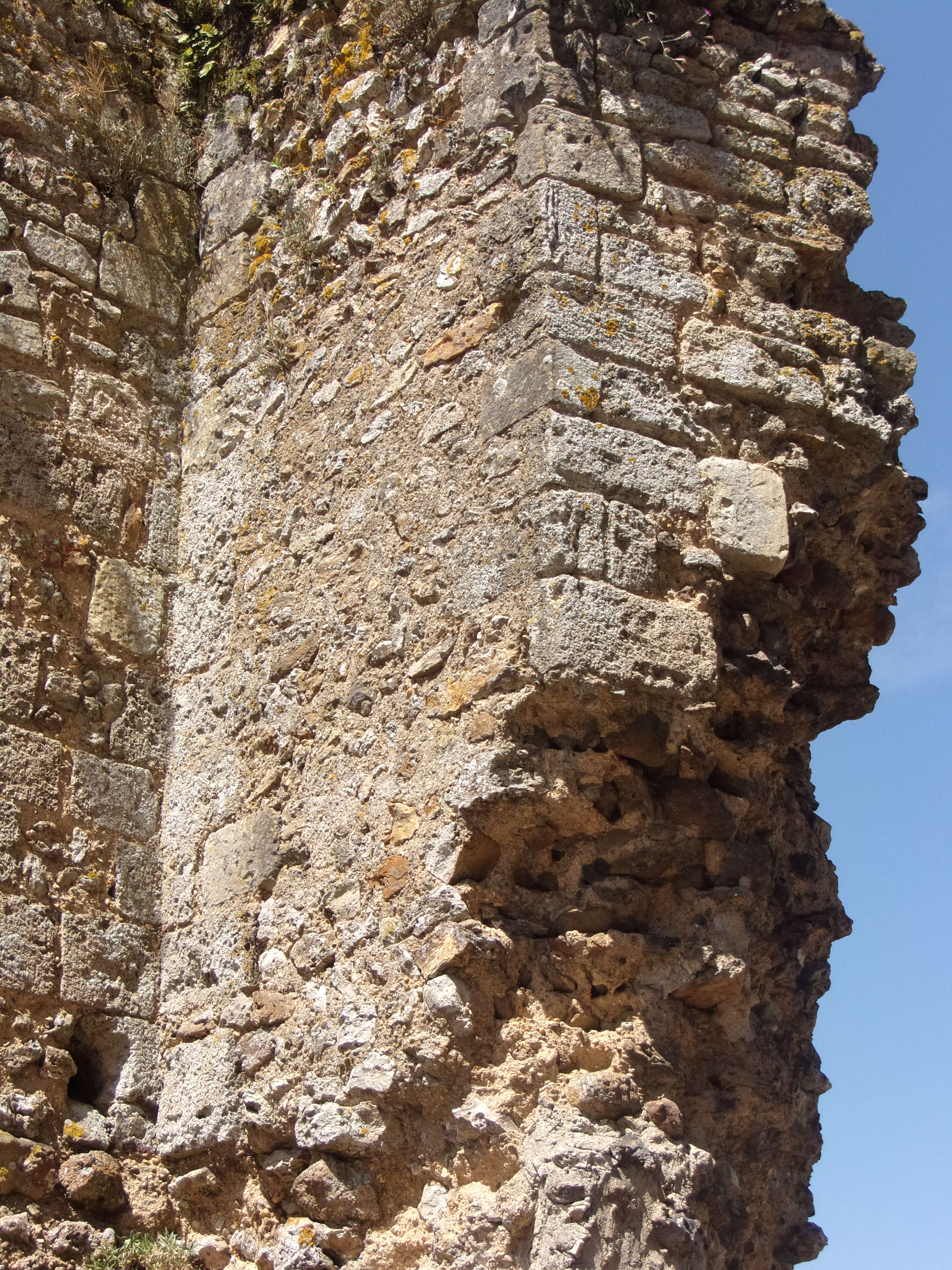
Pied-droit d'une baie.

#### Chemise et ses tours
| - Tour philippienne. - Tour d'angle sud-est. |

La chemise vient protéger au sud la tour maîtresse et son avant-corps ; elle délimite ainsi une haute-cour dont le niveau de sol est celui de la motte plaquée contre la tour maîtresse et qui a pu être aménagée en jardins au bénéfice du seigneur. À l'est, elle prend appui sur le mur du donjon et à l'ouest sur celui de l'avant-corps. Sa reconstruction s'opère en réutilisant les pierres qui la constituaient dans son premier état, par économie de matériaux. Son mur méridional est très largement arasé au XXe siècle ; il garde malgré tout la trace d'archères qui le perçaient.
L'angle sud-est de la chemise est renforcé par une tour pleine, qui semble plus destinée à assurer la solidité de l'ensemble que sa défense. La tour de l'angle sud-ouest, dite « tour philippienne », plus tardive que la précédente, avec son propre avant-corps protecteur, ses latrines qui indiquent une occupation permanente, peut-être des gardes, ses trois niveaux séparés par des planchers et ses meurtrières à chaque niveau, est clairement défensive. Son crénelage, toutefois, comme celui du mur occidental de la chemise, datent du XXe siècle.

### Autres bâtiments et aménagements du site castral

#### Logis William et tour Lilian

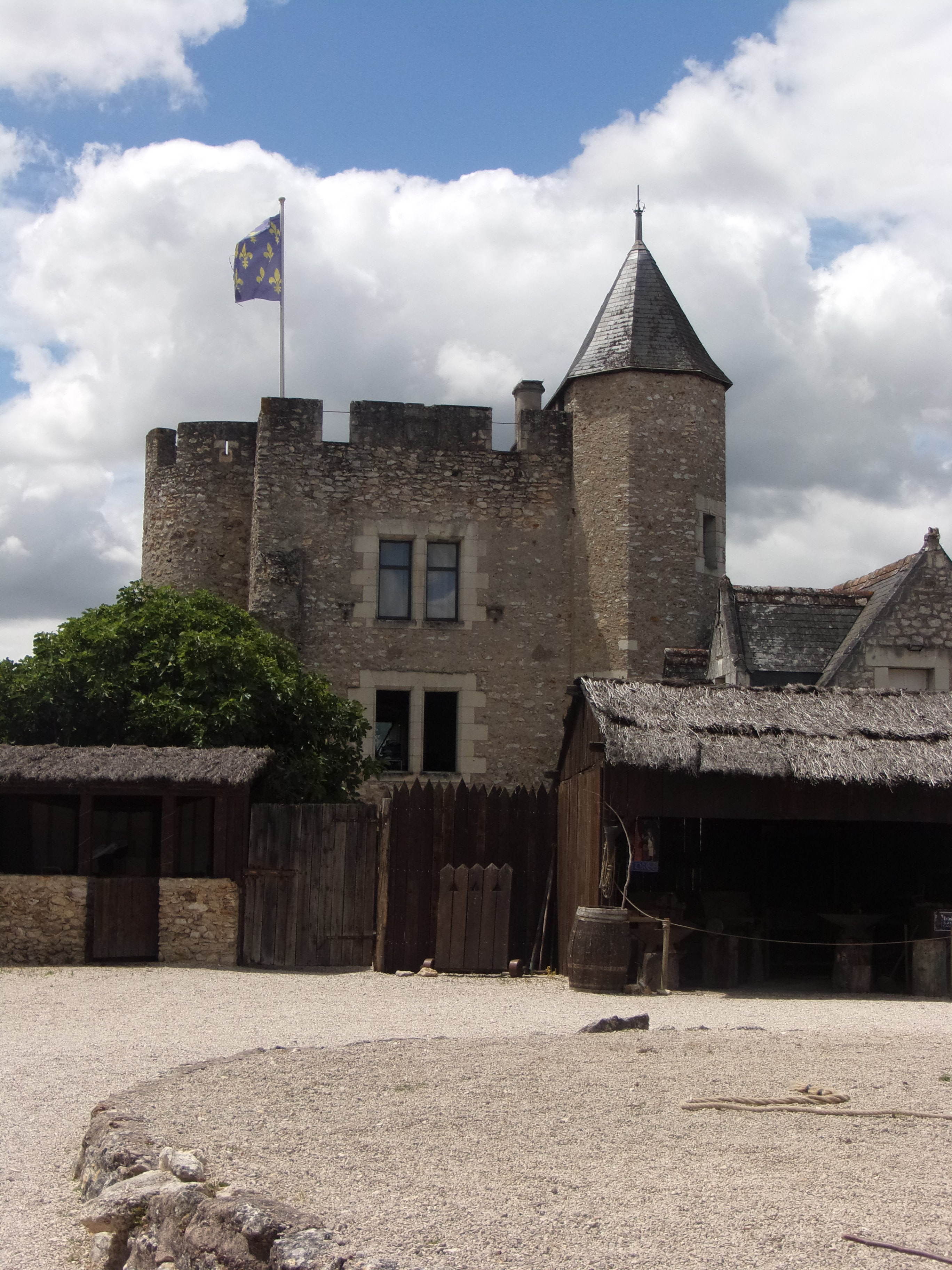
Logis William et en arrière-plan tour Lilian.

Lorsque William Dudley et Lilian Whitteker viennent habiter à Montbazon, ils logent dans une tour située contre l'enceinte et qui est peut-être le dernier vestige du château du XVe siècle. Cette tour est toutefois très endommagée : l'accès à l'unique chambre habitable se fait par une échelle extérieure et les nouveaux arrivants doivent cuisiner dans une baraque en bois dans la cour. Des travaux sont immédiatement entrepris pour rendre les lieux plus confortables.
La tour (« tour Lilian ») est très largement reconstruite dans un style médiéval et couronnée de créneaux, tout comme une partie de l'enceinte attenante qui est conservée. Un architecte tourangeau construit, appuyé à l'enceinte, un petit manoir de style néogothique (« logis William ») complété d'une gloriette tournée vers la ville. S'inspirant du manoir de la Fresnaye à Monts, Dudley en a dressé les plans. Le rez-de-chaussée du manoir est aménagé en cuisines et les chambres, éclairées par des lucarnes, sont à l'étage, dans les combles. Au XXIe siècle, de simples verrières remplacent les vitraux posés par Dudley mais volés dans les années 1980.

#### Chapelle castrale

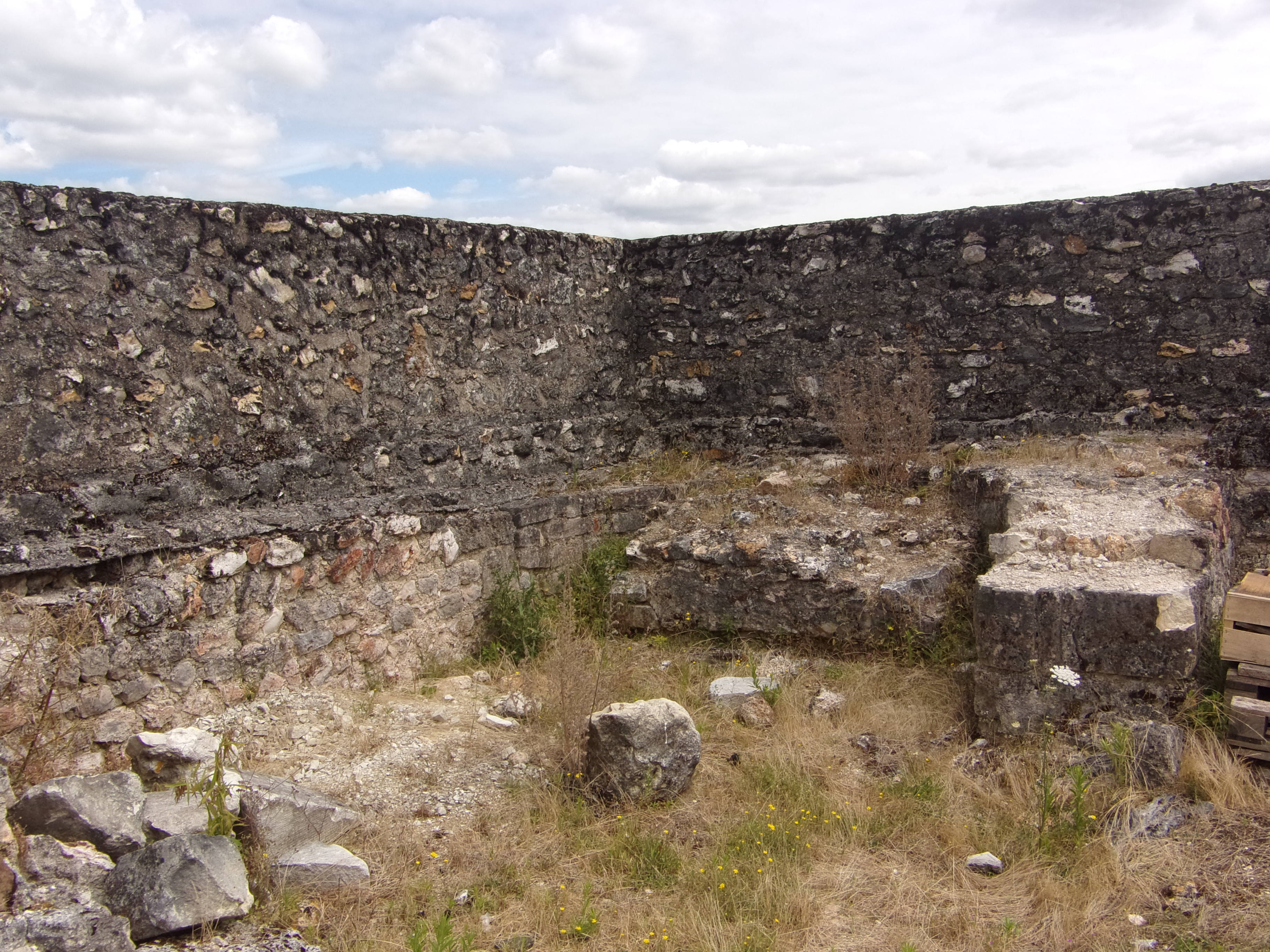
Vestiges de la chapelle castrale.

Ce petit édifice religieux dédié à saint Georges, de construction médiévale (XIIe siècle) et se superposant partiellement à un édifice plus ancien dont il réutilise certaines des substructions, est composé d'une nef simple, sans bas-côtés, longue d'au moins 23,5 m — son portail, à l'ouest, n'est pas localisé —, et d'un chevet plat flanqué de deux chapelles terminées par des absidioles semi-circulaires. La chapelle méridionale, large de 9,5 m, pouvait être celle réservée au seigneur et est utilisée à plusieurs reprises comme chapelle funéraire.
Il semble que la chapelle castrale ait, vers le XIVe siècle ou un peu avant, perdu temporairement sa fonction religieuse au profit d'un atelier de métallurgie. Il n'en subsiste plus que les premières assises des murs mises au jour lors de fouilles réalisées au début des années 2010 mais son plan, attesté, la rapproche de l'ancienne collégiale Notre-Dame de Loches, même si elle a subi plusieurs remaniements qui compliquent la lecture de ses vestiges.

#### Souterrains
| - Entrée. - Vue partielle d'une galerie. |

Les souterrains de la forteresse, redécouverts et partiellement explorés en 1857, se développent à l'origine sur 14 km sur trois niveaux jusque sous la ville. Reconnus sur une profondeur d'au moins 14 m, ils sont essentiellement constitués de carrières ayant servi à l'extraction des matériaux de construction de la forteresse et la plupart sont par la suite voûtés. Ils sont en grande partie détruits, naturellement éboulés ou volontairement comblés.
Une de leurs branches aboutissait, dit-on, dans le centre du bourg et permettait d'évacuer la forteresse en cas de danger imminent ; des travaux dans l'église en 1851 la mettent en évidence. Ces travaux permettent en outre de mettre à mal la tradition voulant que le souterrain passe sous le lit de l'Indre pour aboutir sur sa rive droite. Aucun aménagement, dans les parties subsistantes, ne permet de leur attribuer le rôle de souterrain-refuge, même si ce rôle est évoqué. Ils ont probablement servi de cave pour stocker des denrées, usage que n'envisage pas Charles de Sourdeval quand il fait état, en 1857, de leur exploration.

#### Enceintes
Les deux enceintes des XIIIe et XVe siècles ont mal résisté au temps, démolies en grande partie lorsque l'aspect défensif du château devient secondaire et qu'il faut trouver des matériaux pour des projets d'urbanisation, notamment la route d'Espagne ; les murs qui enserrent le site sont pour la plupart modernes, datant bien souvent des reconstructions de William Dudley, même s'ils semblent reprendre le tracé des anciennes fortifications.
Il subsiste toutefois quelques vestiges de l'enceinte méridionale du XIIIe siècle, attenants à l'avant-corps et à l'angle nord-ouest de la tour maîtresse ainsi qu'à l'ouest de la rampe d'accès. L'enceinte du XVe siècle, construite sur la crête du promontoire sur un sous-sol creusé de nombreuses cavités, est exposée aux risques d'éboulement de terrain. C'est ainsi que sa pointe nord disparaît en 2011 dans un éboulement, entraînant avec elle la tour septentrionale de l'enceinte datant sans doute du XIIIe siècle. Le 14 décembre 2019, un pan du coteau, au nord-est du site castral, s'effondre, et avec lui une partie de l'enceinte dans une ruelle entre deux maisons. D'autres éboulements sont redoutés, le secteur n'étant pas encore stabilisé.

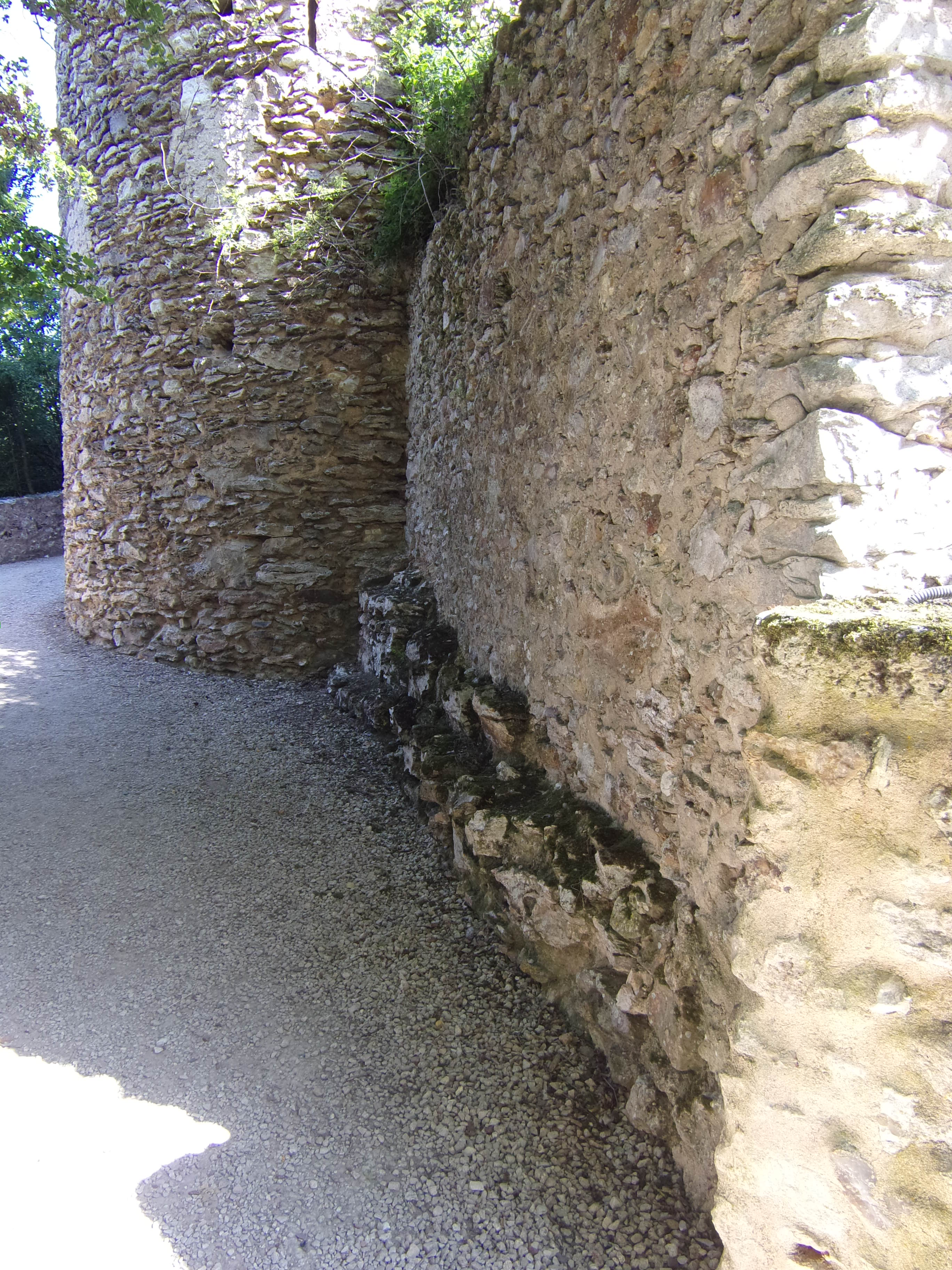
Enceinte du XIIIe siècle.
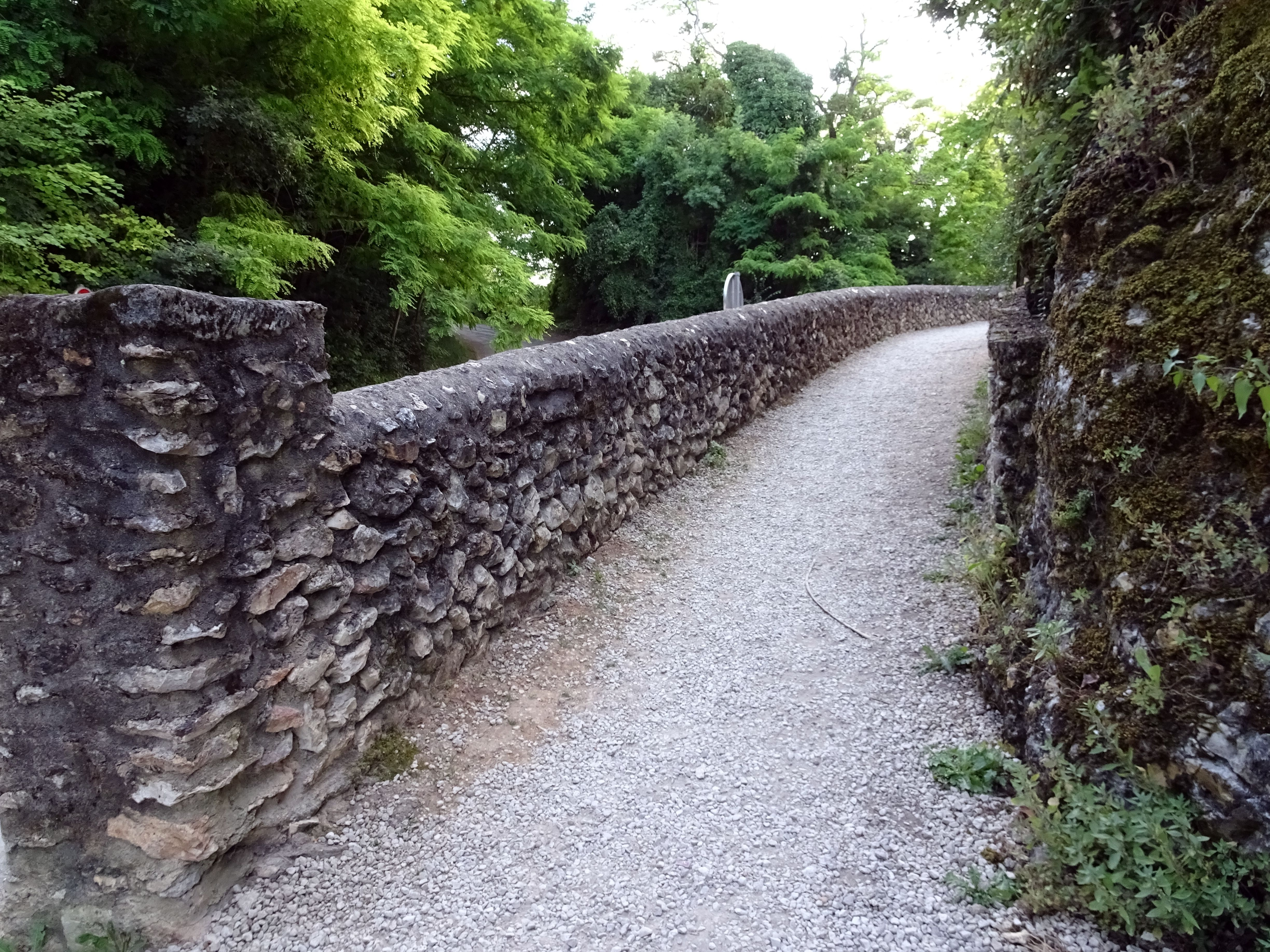
Enceinte du XVe siècle occidentale.
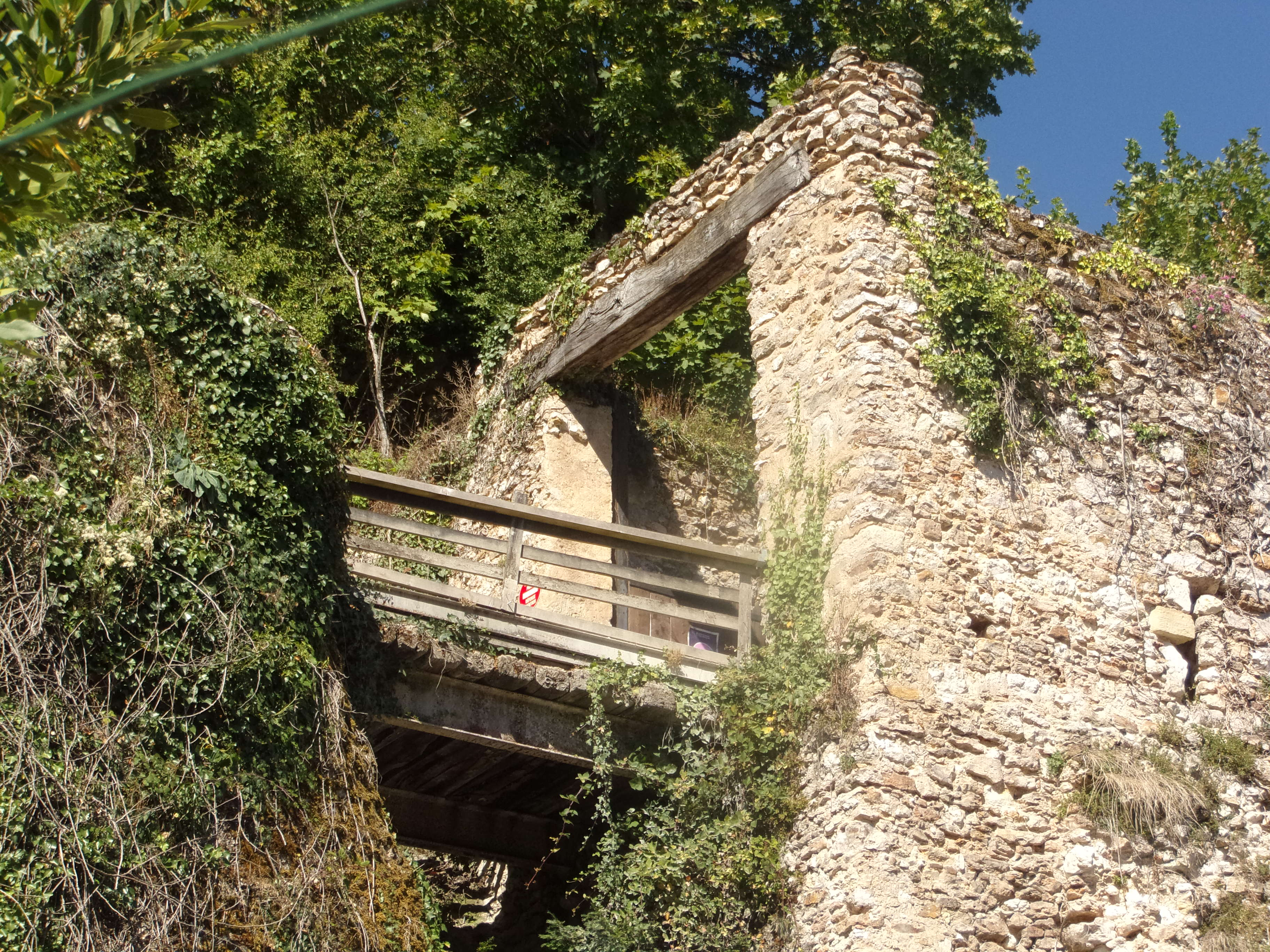
Emplacement du pont-levis oriental d'accès.
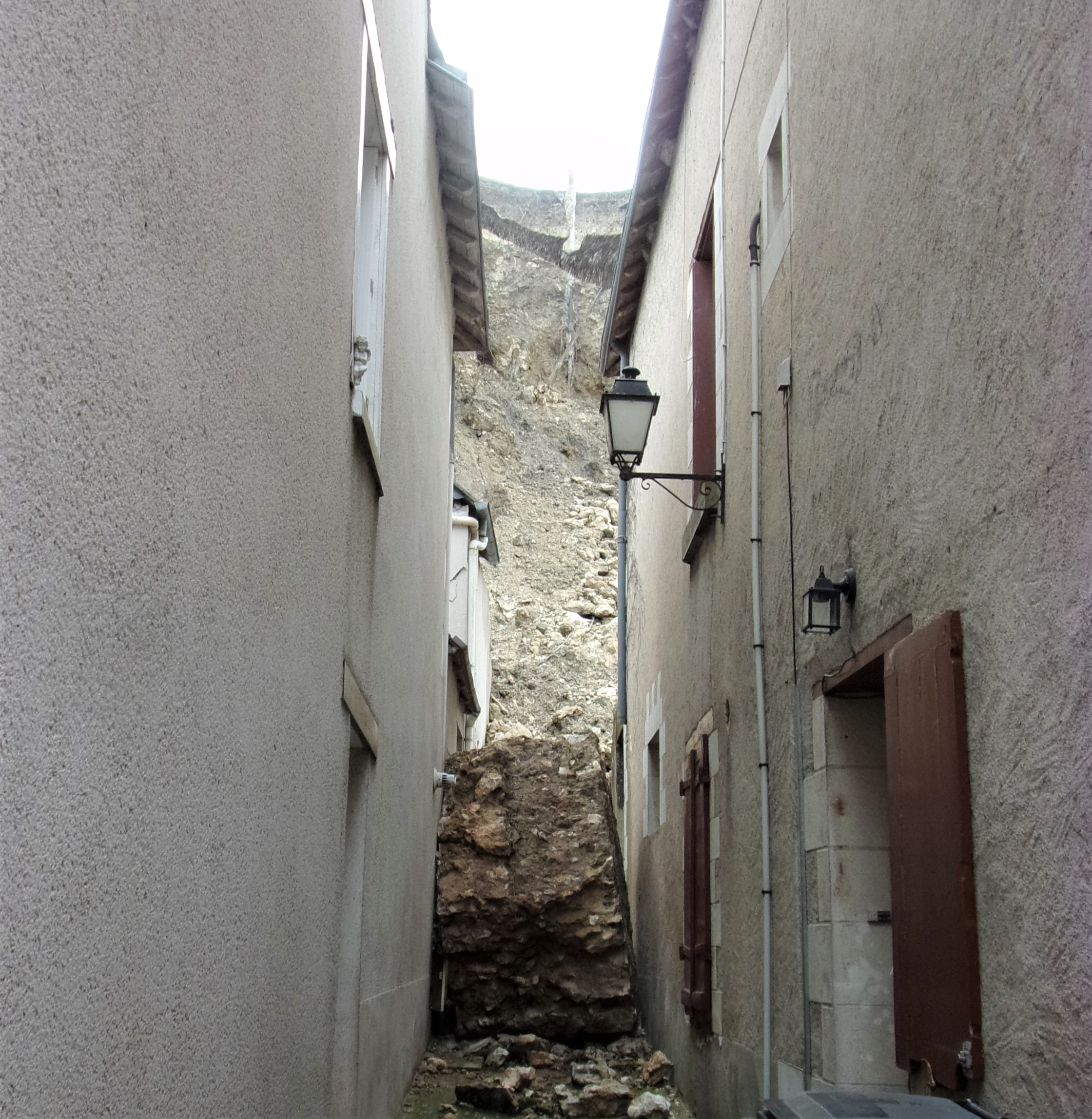
Éboulement (décembre 2019).